# Iwan Mozer
Iwan Iwanowicz Mozer, ros. Иван Иванович Мозер, węg. János Mózer (ur. 21 grudnia 1933 w Mukaczewie, zm. 2 listopada 2006 w Moskwie) – rosyjski piłkarz pochodzenia węgierskiego, grający na pozycji napastnik lub pomocnika, reprezentant ZSRR, trener piłkarski.

## Kariera piłkarska

### Kariera klubowa
Wychowanek klubu Dynamo Mukaczewo. Karierę piłkarza rozpoczynał w prowincjonalnym amatorskim zespole Bilszowyk Mukaczewo, skąd został zaproszony do Spartaka Użhorod. Od 1952 do 1966 występował w białoruskim klubie Dynama Mińsk, który w 1954-1959 nazywał się Spartak Mińsk, a w latach 1960–1962 Biełaruś Mińsk. W latach 1956–1961 bronił również barw Spartaka Moskwa. W mińskim klubie od 1964 pełnił funkcje kapitana drużyny.

### Kariera reprezentacyjna
1 lipca 1956 zadebiutował w reprezentacji Związku Radzieckiego w spotkaniu towarzyskim z Danią wygranym 5:2. Ponadto rozegrał jeden mecz kwalifikacyjny w olimpijskiej reprezentacji Związku Radzieckiego.

## Kariera trenerska
Po zakończeniu kariery piłkarskiej ukończył najpierw Białoruski Państwowy Instytut Kultury Fizycznej w 1964 roku. W roku 1968 pracował na stanowisku głównego trenera w FSzM Torpedo Moskwa, w 1969 r. – asystenta, a od lipca 1969 – starszego trenera tego zespołu. W latach 1970–1973 prowadził Dynama Mińsk. Od 1974 do marca 1975 pracował jako starszy trener Wydziału Piłki Nożnej i Hokeja Centralnej Rady Towarzystwa Sportowego Dynamo. Od kwietnia 1975 do 1976 oraz od 1984 do maja 1985 dyrektor Dinama Moskwa, a w latach 1979–1980 i od czerwca 1985 roku do sierpnia 1987 pomagał trenować moskiewski zespół. W latach 1977–1978 i 1981-1983 trener rosyjskiej Rady Towarzystwa Sportowego Dynamo. Od września 1987 do lipca 1988 zastępca szefa Moskiewskiego Wydziału Piłki Nożnej i Hokeja Towarzystwa Dynamo. Od sierpnia 1988 pracował na stanowisku zastępcy dyrektora SDJuSzOR Dinamo Moskwa. W latach 1993–1994 oraz od sierpnia 1995 pomagał trenować Dinamo-Gazowik Tiumeń. Od 1996 do 2006 pracował jako dyrektor techniczny klubu piłkarskiego Dinamo Moskwa. 2 listopada 2006 zmarł w Moskwie.

## Sukcesy i odznaczenia

### Sukcesy klubowe
- mistrz ZSRR: 1956, 1958
- brązowy medalista Mistrzostw ZSRR: 1954, 1957
- zdobywca Pucharu ZSRR: 1958
- finalista Pucharu ZSRR: 1957, 1965

### Sukcesy indywidualne
- wybrany do listy 33 najlepszych piłkarzy ZSRR:
  - Nr 2: 1958
- uznany za najlepszego piłkarza w historii piłki nożnej obwodu zakarpackiego: 2001

### Odznaczenia
- tytuł Mistrza Sportu ZSRR: 1959
- tytuł Zasłużony Trener Rosyjskiej FSRR: 1981